# Special Force 2: Tale of the Truthful Pledge
Special Force 2: Tale of the Truthful Pledge (in arabo القوة الخاصة 2 - حكاية الوعد الصادق‎?, Aleqwh Alekhash 2 - Hekayh Alew'ed Alesadeq) è un videogioco del genere sparatutto in prima persona prodotto in Libano dal partito politico Hezbollah. Originariamente prodotto in lingua araba, il videogioco è stato tradotto in inglese in maniera non ufficiale.
Paragonato ad America's Army e Battlefield 2, il videogioco è basato sulla seconda guerra del Libano.